# San Ignacio (Belize)
Koordinaten: 17° 10′ N, 89° 4′ W
San Ignacio ist eine Stadt in Belize und Hauptstadt der Provinz Cayo. Sie hat gemeinsam mit dem kleineren Santa Elena 21.111 Einwohner. Die Stadt befindet sich 35 Kilometer westlich von Belmopan am Western Highway in der Nähe zur Grenze nach Guatemala.
In der Nähe der Stadt befinden sich die Mayaruinen von Xunantunich und Cahal Pech sowie die als archäologischer Fundplatz bedeutsame Höhle Actun Tunichil Muknal.

## Geschichte
Der ursprüngliche Name der Siedlung unter spanischer Herrschaft war „El Cayo“, zu Deutsch „Insel“. Der Name rührt daher, dass die Stadt zusätzlich zu den Ufern der beiden Flüsse Macal und Mopan durch einen Kanal zwischen diesen beiden vollständig von Wasser umschlossen war, der in der zweiten Hälfte des 20. Jahrhunderts jedoch austrocknete. Am 19. Oktober 1904 wurde El Cayo durch die Regierung von British Honduras als Stadt anerkannt.
In den letzten Jahren hat San Ignacio zunehmend das vorher selbstständige Dorf Santa Elena absorbiert. San Ignacio und seine Schwesterstadt bilden gemeinsam Belizes zweitgrößte Stadt als „Town of San Ignacio and Santa Elena“. Sie sind verbunden durch die einzige Hängebrücke Belizes, die 1949 über dem Macal errichtete Hawksworth Bridge.

## Geographie
San Ignacio liegt an den Ufern der Flüsse Macal und Mopan, rund 101 km westlich von Belize City und 35 km westlich von der Hauptstadt Belmopan. Die Stadt hat eine Fläche von 6,5 km2.

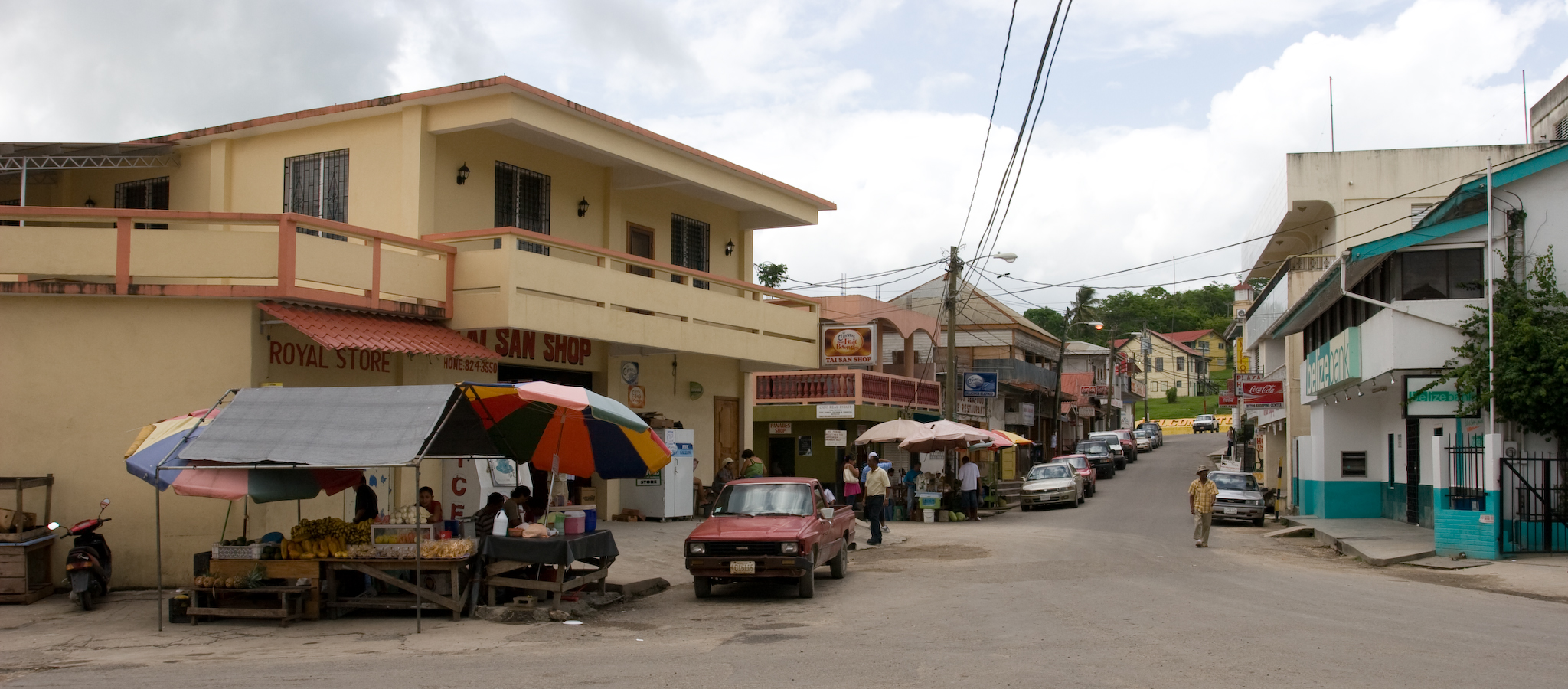
San Ignacio, Blick auf die Hawksworth Bridge
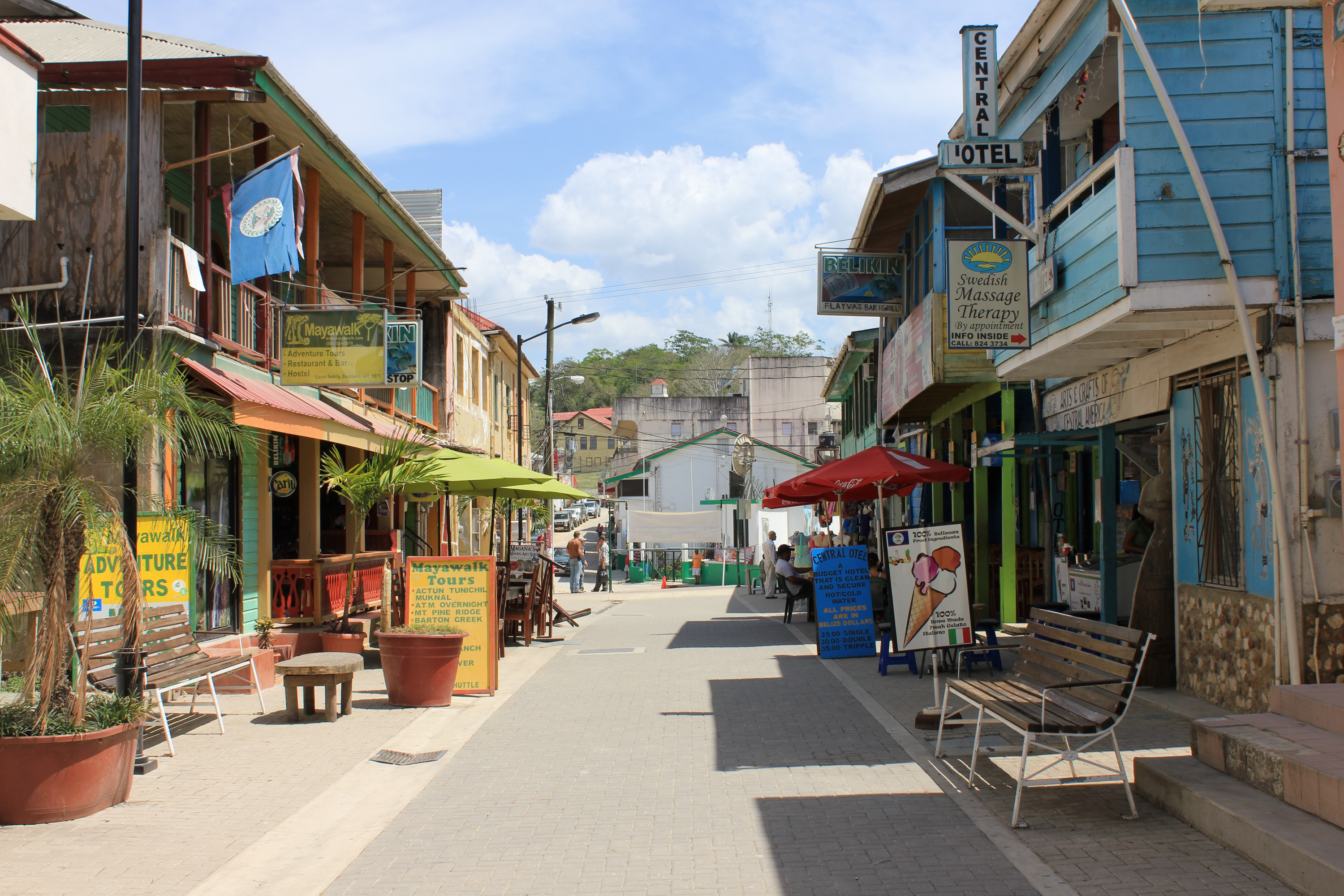
Die Fußgängerzone und touristisches Zentrum, Burns Avenue
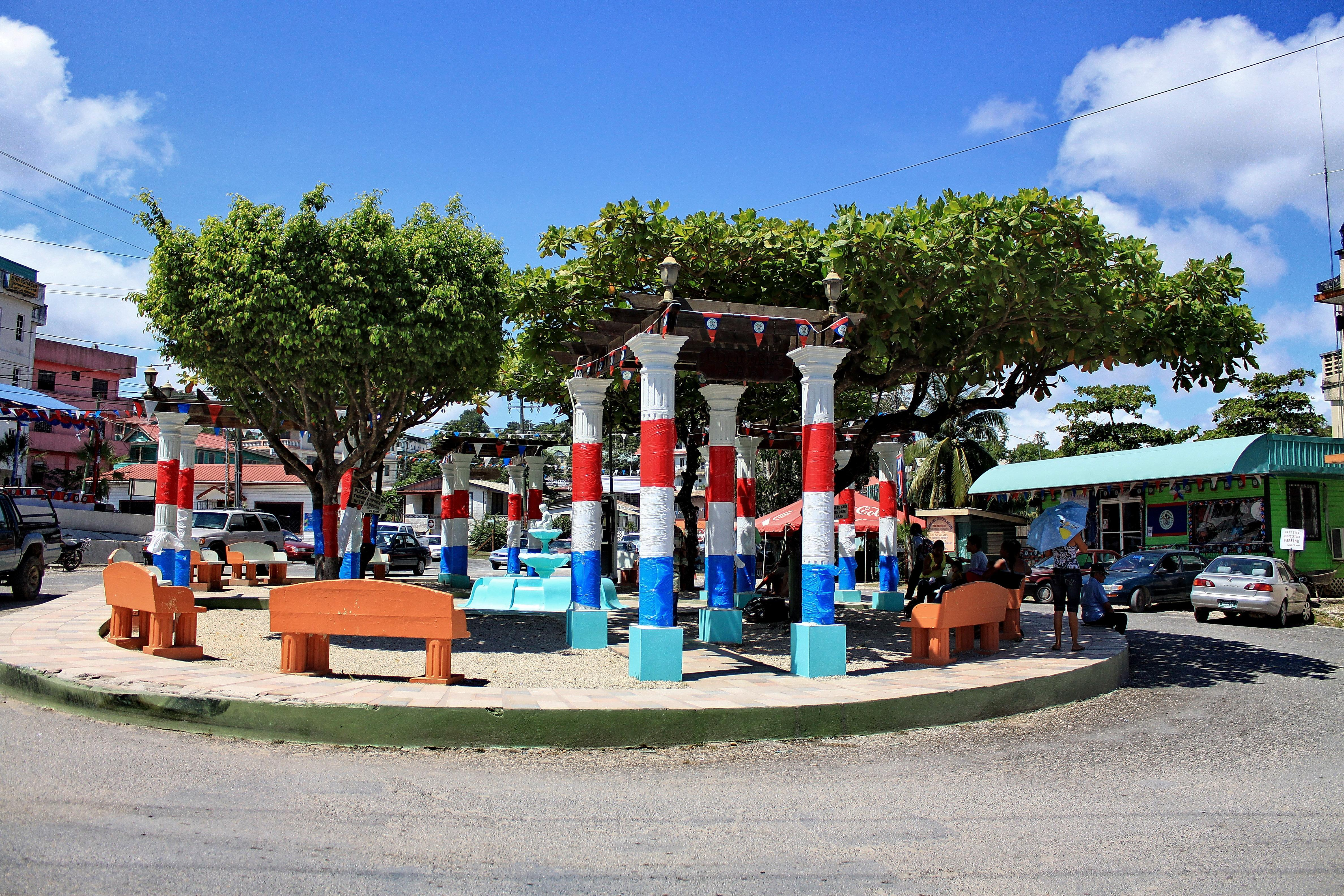
Ein kleiner Park vor der Polizeistation
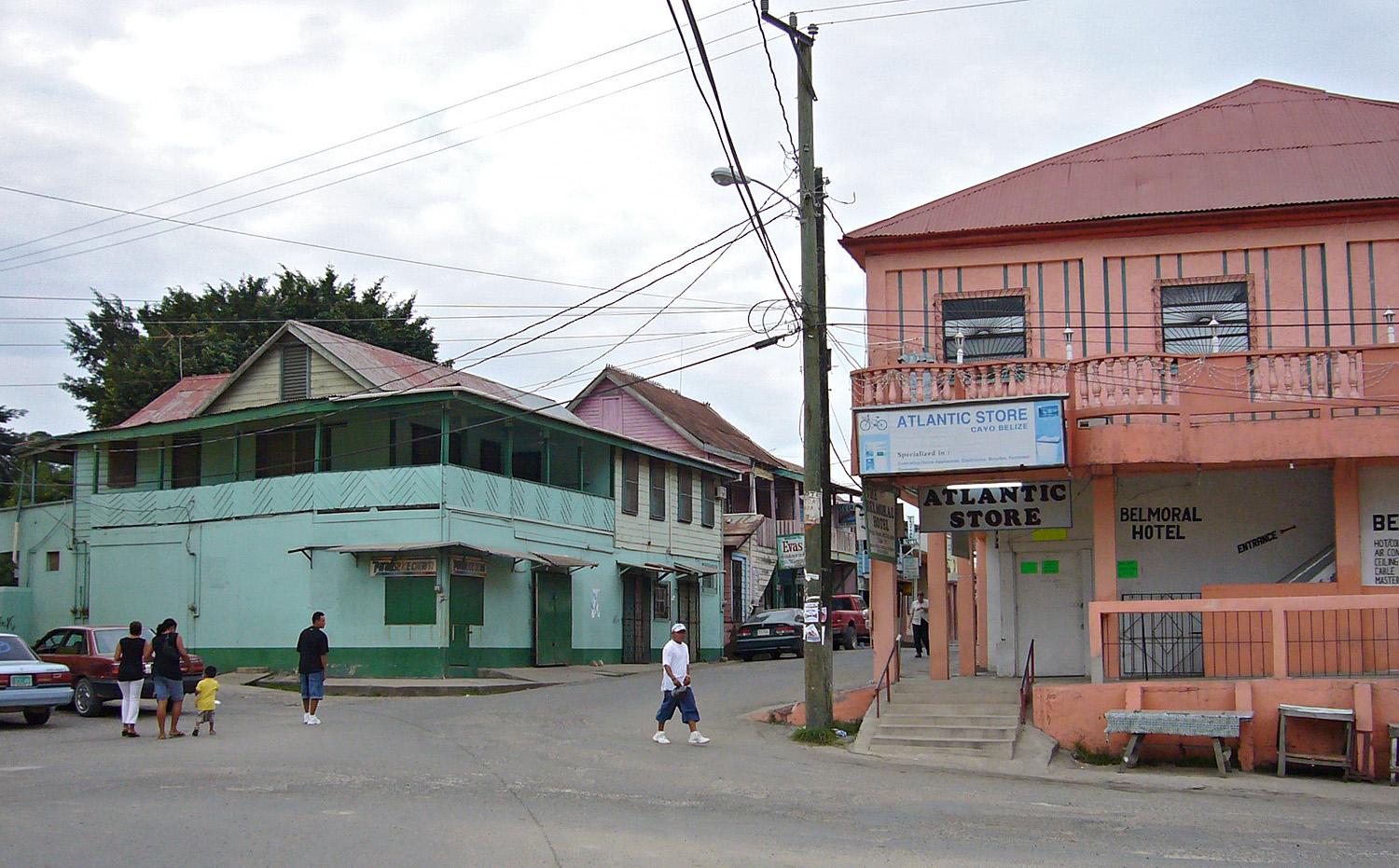
Hauptstraße von San Ignacio

## Bevölkerung
Zu weiten Teilen besteht die Bevölkerung aus Mestizen und Kreolen sowie Libanesen und Mopan. San Ignacio hat auch einen großen Anteil an chinesischer Bevölkerung, mehrheitlich aus Guangzhou, die hier in der Mitte des 20. Jahrhunderts eingewandert sind. Auch eine nennenswerte Anzahl Mennoniten lebt nahe der Stadt. 2010 hatte die Stadt eine Bevölkerungszahl von 9925, darunter 4856 männliche und 5069 weibliche Einwohner. Insgesamt gab es 2593 Haushalte mit durchschnittlich 3,8 Mitgliedern. Zusammen mit der Nachbarstadt Santa Elena, mit der sie verwächst, hatte San Ignacio 2022 21.111 Einwohner.